# Green Street 3: Never Back Down
Green Street 3: Never Back Down (também conhecido como Green Street 3 e Green Street Hooligans: Underground) é uma sequência do filme Green Street 2 de 2009 dirigido por Jesse V. Johnson.

## Sinopse
Danny Harvey já foi o líder do Green Street Elite, um grupo de hooligans que apoa seu amado West Ham United. No entanto, cansado do estilo de vida, ele sai de casa e se estabelece como proprietário de uma academia de artes marciais mistas na Irlanda do Norte. Depois de ser confrontado por alguns capangas irlandeses para algum dinheiro de proteção, Danny bate os capangas e diz a eles que se o patrão os enviar novamente, ele vai encontrá-lo e lidar com isso. A nova vida de Danny é quebrada quando ele descobre que seu irmão mais novo, Joey, foi morto em uma briga de vândalos.
Voltando para casa, Danny se encontra com Victor, um velho amigo que se tornou um policial. Victor diz para Danny não se envolver e que ele vai lidar com a morte de Joey. Quando Danny vai à Abadia, o pub local no qual a Green Street Elite se encontra, ele se vê apaixonado por Molly e se encontra com os membros do GSE, Gilly e Big John. Danny quer respostas sobre quem matou Joey. Eles dizem que Joey se tornou uma espécie de hooligan rebelde e desafiou o time errado por despeito, e por isso foi morto. Danny decide se juntar ao GSE para o desgosto de Victor. No entanto, Victor e Danny fazem um acordo para cooperar uns com os outros para descobrir quem matou Joey, mas eles o mantêm na pior posição.
Danny logo descobre que as regras do vandalismo mudaram. Ele aprende da maneira mais difícil quando ele chega com o GSE em um jogo entre o West Ham e o Tottenham. Ele quebra uma garrafa sobre a cabeça de um vândalo do Tottenham e é preso, apenas para ser deixado a alguns quilômetros da arena. Quando Gilly informa Danny das novas regras, uma briga acontece fora da Abadia entre os hooligans do GSE e do Tottenham. Danny descobre que agora há lutas organizadas entre hooligans, em equipes de cinco pessoas. Danny decide usar seu conhecimento de artes marciais mistas para treinar os membros do GSE para as lutas organizadas. Enquanto isso, enquanto Victor continua sua investigação da morte de Joey, ele está constantemente sendo assediado por seu superior.
Danny e o GSE, um dia, viram a equipe de Millwall, liderada pelo imponente Mason. Como Millwall facilmente destruir seus adversários, Mason insulta Danny sobre Joey em numerosas ocasiões. Com um torneio entre as equipes acontecendo, Danny continua treinando o GSE e logo, o GSE começa a tirar a competição. À medida que sobem no ranking, Mason começa a ver o GSE como uma ameaça em potencial. Enquanto isso, quando Molly pega Danny conversando com Victor, ela o confronta. Danny diz a Molly que Victor está tentando ajudá-lo a encontrar o assassino de Joey. Molly, sentindo-se traída, rompe com Danny. Quando Danny sai, Mason diz para ele entrar. Mason diz a Danny que Gilly é quem matou Joey por causa de seu comportamento imprudente. Quando Danny bate em Gilly, é revelado que Gilly sabe quem matou Joey. Gilly diz a Danny que foi Mason quem o matou.
Quando Victor é forçado a se encontrar com seu chefe, é revelado que seu chefe é de fato Mason, que alivia Victor de seus deveres. A final do torneio coloca o GSE contra o Millwall. Horas antes da luta, Danny vê um Victor bêbado, que diz a Danny que ele perdeu o emprego. Danny diz a Victor que ele sabe quem matou Joey e precisará de sua ajuda para ajudar Millwall. Naquela noite, em uma arena enjaulada no meio de um campo de futebol, Victor fica chocado ao saber que seu chefe é o líder de Millwall e aquele que matou Joey. Danny, Victor e o GSE fazem o possível para derrubar Millwall, com os únicos sobreviventes sendo Danny e Mason. Mason está dominando Danny, mas Danny recebe um segundo fôlego e, eventualmente, Danny faz um chute voador lançando Mason para fora da jaula. A polícia chega e prende Mason enquanto estava de volta à Abadia, o GSE comemora sua vitória como a equipe número um de hooligans da cidade.

## Elenco
- Scott Adkins as Danny Harvey
- Kacey Barnfield as Molly
- Joey Ansah as Victor
- Jack Doolan as Gilly
- Josh Myers as Big John
- Spencer Wilding as Mason
- Mark Wingett as Pistol Pete
- Billy Cook as Joey Harvey
- Christian Howard as Wedge
- Mike Fury as Millwall Fighter
- Marc Edwards as Millwall Fighter
- Michael Walker as Millwall Fighter
- Allistair McNab as Millwall Fighter